# تینا د مولا
تینا دِ مولا (ایتالیایی: Tina De Mola؛ ۲۸ اکتبر ۱۹۲۳ – ۱۸ آوریل ۲۰۱۲) بازیگر اهل ایتالیا بود.
از فیلم‌ها یا مجموعه‌های تلویزیونی که وی در آن‌ها نقش داشته‌است، می‌توان به عاشق مجنون‌وار اشاره نمود.